# بوگاولا
بوگاولا (به لاتین: Bogawela) یک منطقهٔ مسکونی در سری‌لانکا است که در استان مرکزی (سری‌لانکا) واقع شده‌است.